# Hydrocynus vittatus
Hydrocynus vittatus Castelnau, 1861, conosciuto comunemente come Pesce tigre, è un pesce d'acqua dolce appartenente alla famiglia Alestidae.

## Distribuzione e habitat
Questa specie è diffusa in Africa occidentale, nei bacini idrografici dei fiumi Bénoué, Ouémé, Senegal, Niger, Volta e il lago Ciad. Diffuso anche nei fiumi Nilo, Zambesi, Limpopo, Okavango e nei laghi Tanganica e Alberto, dove predilige acque aperte e ben ossigenate.

## Descrizione

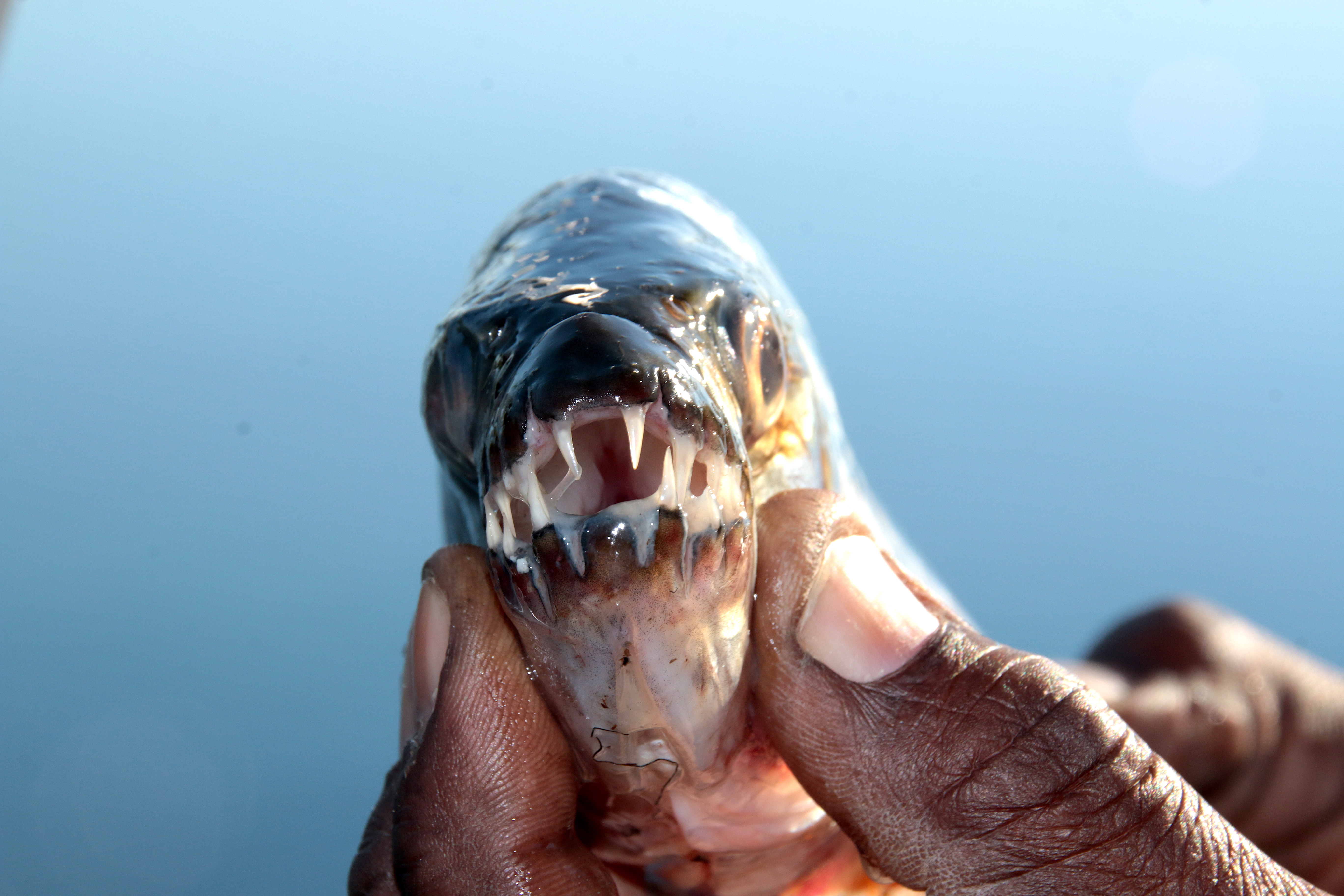
Particolare della dentatura

Presenta un corpo allungato, idrodinamico e compresso ai fianchi. La testa è allungata, gli occhi sono grandi, la bocca è ampia con mascelle provviste di denti appuntiti di varie dimensioni. Le pinne sono triangolari ed appuntite, la pinna caudale fortemente bilobata. La livrea presenta testa verde oliva, con corpo grigio argenteo e dorso verdastro: le scaglie presentano poi piccole macchie nere formanti numerose linee orizzontali brune. Le pinne sono trasparenti, tendenti al grigio, con aree gialle e rosse; la caudale ha il lobo superiore giallo e quello inferiore rosso, ed è orlata di nero.

Il dimorfismo sessuale è evidente nelle dimensioni: il maschio raggiunge una lunghezza massima di 107 cm per 28 kg di peso, la femmina si attesta poco sopra i 70 cm.

## Alimentazione
Predatore, si nutre di pesci con predilezione per i generi Brycinus, Micralestes, Barbus, e Limnothrissa.

## Pesca
H. vittatus è pescato per il commercio locale delle sue carni e per la pesca sportiva.